# امیلیا نرسیسیانس
امیلیا نرسیسیانس (ارمنی: Էմիլիա Ներսիսյան زاده ۱۳۳۲ خورشیدی) انسان‌شناس، مردم‌شناس و استادیار دانشکده علوم اجتماعی دانشگاه تهران است.
دکتر نرسیسیانس مدیر گروه انسان‌شناسی دانشکده علوم اجتماعی در دانشگاه تهران و همچنین مدیر گروه مطالعات انسان‌شناسی فرهنگی انجمن جامعه‌شناسی ایران بوده‌است. وی دارای مقالات متعدد در مجلات معتبر داخلی و خارجی و بیش از ۵۰ مقاله ارائه شده در کنفرانس‌های ایرانی و بین‌المللی بوده‌است. در طراحی آزمون‌های (کنکور) دکتری و کارشناسی ارشد دانشگاه‌های ایران مشارکت داشته و از اعضای کمیته انتخاب سؤالات کنکور محسوب می‌شود.

## زندگی
امیلیا نرسیسیانس که از ارمنیان ایران است،
در سال ۱۳۳۲ در منطقه لاله زار تهران زاده شد.
او در رشتهٔ تاریخ و فرهنگ تطبیقی در ایران مدرک کارشناسی گرفت و برای ادامهٔ تحصیل در رشته مردم‌شناسی در مقطع کارشناسی ارشد به دانشگاه سالفورد انگلستان رفت و کارشناسی ارشد و دکترای جامعه‌شناسی تعلیم و تربیت خود را از دانشگاه سنچری آمریکا نیز دریافت کرد.
کارو لوکاس دانشمند ایرانی همسر او بود.

### مقالات
- نرسیسیانس، امیلیا (۱۹۹۶-۱۲-۲۱). «بررسی چند زبانگونگی در شهر تهران». نامه علوم اجتماعی. ۸ (۸). دریافت‌شده در ۲۰۲۰-۱۲-۲۸.
- نرسیسیانس، امیلیا (۱۹۹۸-۰۶-۲۲). «زبان و اجتماعی شدن: کاربرد انسان‌شناسی زبان». نامه علوم اجتماعی. ۱۱ (۱۱). دریافت‌شده در ۲۰۲۰-۱۲-۲۸.
- نقش جامعه ایرانیان ارمنی در ظهور معماری مدرن شهر تهران
- زبان جنسیتی و مواردی از انعکاس کمی و کیفی آن در برخی از فیلم نامه‌ها
- غفلت در زبان بومی و اضمحلال طبیعت بایگانی‌شده  در ۳۱ دسامبر ۲۰۱۳ توسط Wayback Machine
- تأثیر تجارت بر توسعه هنر نقاشی جلفای اصفهان در عصر صفوی
- نرسیسیانس، امیلیا (۲۰۱۱-۰۸-۲۳). «جانشینی نمادها در گسترهٔ زمان: تبرک انگور در نزد ارامنه». پژوهش‌های انسان‌شناسی ایران. ۱ (۱): ۱۲۱–۱۳۳. شاپا 2251-8193. دریافت‌شده در ۲۰۲۰-۱۲-۲۸.
- نفیسه، ایمانی؛ امیلیا، نرسیسیانس. «مطالعه انسان شناسانه پدیده کودکان کار خیابانی در شهر کرج». مرکز اطلاعات علمی جهاد دانشگاهی. دریافت‌شده در ۲۰۲۰-۱۲-۲۸.